# つばめ (小惑星)
つばめ（6211 Tsubame）は、小惑星帯にある小惑星である。
1991年2月19日、伊野田繁と浦田武が栃木県烏山町（現・那須烏山市）の烏山天文台で発見した。
JR九州の新幹線つばめに因んで命名された。